# Arne Fuhrmann (Schauspieler)
Arne Fuhrmann (* 1943 in Berlin) ist ein deutscher Schauspieler.
Nach seinem Abitur 1962 begann Fuhrmann ein Studium der Soziologie und der Medienwissenschaften in Hamburg und München. Später nahm er Schauspielunterricht, unter anderem ab 1982 an der „Susan Batson Drama School & Actor Studio“ in New York.
Fuhrmann hatte Engagements in mehreren Theatern, unter anderem am Staatstheater Kassel, Landestheater Schleswig-Holstein, Marburger Schauspiel, Goethe-Theater Frankfurt, Teatro d’Arte Scarello Vicenza(I)/Mainz(D) und den Kammerspielen Mainz.
Er wirkte in mehreren Spiel- und Fernsehfilmen mit, oft in Klein- und Nebenrollen. Im Fernsehfilm Hugo Junkers – Der Ikarus von Dessau (2005) aus der Reihe Geschichte Mitteldeutschlands übernahm er die Hauptrolle des alternden Hugo Junkers. Der Science-Fiction-Kurzfilm Fetisch mit Arne Fuhrmann in der Hauptrolle wurde 2002 mit dem Deutschen Kurzfilmpreis in Gold in der Kategorie Spielfilm bis 7 Minuten ausgezeichnet.

## Filmografie
- 1996: Brüder auf Leben und Tod (Krimi; Regie: Friedemann Fromm)
- 1997: Strong Shit (Roadmovie; Regie: Till Schauder)
- 1999: Ein Fall für zwei, Folge Tod eines Hackers
- 2001: Vortex (Science-Fiction-Kurz-Spielfilm; Regie: Michael Pohl)
- 2002: Tödliches Rendezvous – Die Spur führt nach Palma (Krimi; Regie: Wolf Gremm)
- 2002: Fetisch (Science-Fiction-Kurzfilm; Regie: Richard Lehun)
- 2003: Denninger – Der Mallorcakrimi, Folge Gören leben gefährlich
- 2005: Hugo Junkers – Der Ikarus von Dessau (Fernsehfilm; Regie: Lew Hohmann)
- 2007: TRUST.Wohltat (Fernsehfilm; Regie: Eicke Bettinga)
- 2008: Inga Lindström: Hannas Fest (Fernsehreihe)
- 2010: Der Mauerschütze (Fernsehfilm)
- 2016: Im Winter, so schön (Spielfilm)
- 2018: Kahlschlag (Regie: Max Gleschinski)

## Hörspiele
- 2004: Heimrad Bäcker: Epitaph – Bearbeitung/Regie: Ronald Steckel (Hörspiel – WDR)
- 2004: Ronald Steckel: Durchbrüche – Regie: Ronald Steckel (Hörspiel – RBB)